# Donald Hawgood
Donald Hawgood, né le 20 mars 1917 et mort le 9 juin 2010 à Toronto, est un céiste canadien pratiquant la course en ligne.

## Palmarès

### Jeux olympiques de canoë-kayak course en ligne
- 1952 à Helsinki,  Finlande
  -  Médaille d'argent en C-2 10 000 m [2]